# توبي ويلكينسون
توبي ويلكينسون (بالإنجليزية: Toby Wilkinson)‏ هو عالم إنسان بريطاني، ولد في 1969.